# Nakamura Utaemon VI
Nakamura Utaemon VI (中村歌右衛門 (6代目)) (20 janvier 1917- 31 mars 2001) est un acteur de kabuki japonais, fils de Nakamura Utaemon V.

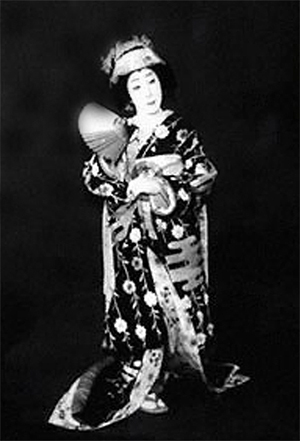
Nakamura Utaemon VI en 1951.

Connu pour ses rôles d'onnagata, il est désigné trésor national vivant par le gouvernement japonais en 1968.

## Liste des acteurs portant le nom Nakamura Utaemon
- Nakamura Utaemon I (1714–1791)
- Nakamura Utaemon II (1752-1798)
- Nakamura Utaemon III (1778-1838)
- Nakamura Utaemon IV (1798-1852)
- Nakamura Utaemon V (1865-1940)
- Nakamura Utaemon VI (1917-2001)

## Honneurs
- Académie japonaise des arts, 1963 [1]
- Ordre de la Culture, 1979.
- Praemium Imperiale, 1995 [2]
- Grand Cordon de l'ordre du trésor sacré, 1996.